# مارتن كوفاشيف
مارتن كوفاشيف (بالبلغارية: Мартин Ковачев)‏ هو لاعب كرة قدم بلغاري في مركز الدفاع، ولد في 13 مارس 1982 في كيوستينديل في بلغاريا. لعب مع او في سي سليفن 2000 وبوتيف فراتسا ونادي بورنيو ونادي بيليستر ونادي سبارتاك فارنا ونادي فوستوك ونادي ليتكس لوفتش.

## وصلات خارجية
- مارتن كوفاشيف على موقع قاعدة بيانات كرة القدم.إي يو (الإنجليزية)
- مارتن كوفاشيف على موقع Soccerway.com (الإنجليزية)